# Chuza!
Chuza! es una red social de promoción de noticias en gallego, que abarcaba mayoritariamente el ámbito gallego. Fue creada el 20 de febrero de 2006.
Los usuarios, registrados o no, filtran, valoran y comentan historias que provienen de diferentes fuentes de información tanto gallegas como exteriores. Fue creada por Berto Yáñez. El sistema es un fork del software original de Menéame desarrollado por Ricardo Galli como un clon de Digg.
Según la propia página, Chuza!  https://chuza.gal  "un sitio de noticias gallegas que emplea un control editorial no jerárquico. Cualquiera puede enviar historias y la comunidad de internautas es quien las valora, las comenta y decide si publicarlas en la página principal, de forma que no interviene nunca la figura del editor". En julio de 2010 contaba con más de 5.700 usuarios registrados, más de 76.000 historias enviadas y más de 231.000 comentarios.

## Funcionamiento
Los usuarios registrados envían historias a Chuza! de esta forma:
- La fuente original tiene que ter una URL que es enviada a Chuza! por medio de un proceso de envío[2] de 3 pasos donde se describe la noticia mediante título, etiquetas, resumen, categorías e imágenes.
- Al final del envío, la noticia pasa a una lista de pendientes, donde otros usuarios la votan positiva ou negativamente, de forma que la noticia va aumentando su "karma".
- Un proceso de cálculos matemáticos recurrentes sobre la base de una serie de algoritmos de análisis social decide si las noticias tienen suficientes votos para pasar a la portada de la web. Esos procesos también hacen un reparto del karma entre los usuarios aumentando o disminuyendo ese valor que indica la "importancia" de un usuario en la comunidad.